# Післяморок
«Післяморок» (яп. アフターダーク, Afutā Dāku) — десятий роман японського письменника Харукі Муракамі, опублікований 7 вересня 2004 року.
Переклад роману англійською мовою був опублікований 8 травня 2007 року, переклад французькою 4 січня 2007 року. У 2005 році книга була перекладена китайською мовою; у 2006 році — нідерландською; у 2007 році — чеською, польською, норвезькою та румунською; у 2008 році — португальською, сербською, іспанською та італійською; у 2009 році — переклади бразильською португальською, литовською, мовами іврит та фарсі.

## Сюжет
Події роману розгортаються у столичному Токіо впродовж однієї ночі. Серед головних персонажів — Марі Асаї, 19-річна студентка, яка проводить ніч за читанням у Denny's. Там вона зустрічає Такахаші Тецуя, студента, що грає на тромбоні, якому подобається пісня Кертіса Фуллера «Five Spot After Dark» на Blues-ette. Такахаші знайомий із сестрою Марі — Ері, якою він колись цікавився, і наполягає, що вони разом вже проводили час раніше. Тим часом Ері глибоко спить біля телевізора, і, здається, її переслідує загрозлива фігура.
Шляхи Марі перетинаються з борчицею у відставці Каору, яка зараз працює менеджером у «готелі кохання» під назвою «Альфавіль». Каору потрібна Марі, щоб поговорити з китайською повією, на яку щойно вчинив напад у одному з номерів готелю офісний працівник Сіракава. Разом вони намагаються вистежити Сіракаву, і звертаються до групи Китайської Мафії, до якою належить повія.
У «готелі кохання» Марі також чує розповіді деяких співробітників, які там працюють, і дізнається про інший світ, прихований під тим, який ми знаємо.
Частини історії відбуваються у світі між реальністю та сном. Кожен розділ починається із зображення годинника, що демонструє плин часу протягом ночі.

## Персонажі
- Марі Асаї — 19-річна студентка, яка вивчає китайську філологію. У дитинстві вона ходила в школу для китайських дітей. Марі досить стримана під час розмови з незнайомими людьми, але, однак, прагне «зробити все як треба».
- Тецуя Такахаші — студент, що грає на тромбоні, який хоче припинити займатися музикою та натомість почати вивчати право.
- Каору — борчиня у відставці, яка зараз працює менеджером у «готелі кохання» «Альфавіль». Вона надійна, чесна і завжди шукає справедливості.
- Сіракава — офісний працівник, який вчинив напад на китайську повію в «Альфавілі».

## Структура роману
Як і інші романи Муракамі, «Післяморок» містить подвійний наратив. Близько половини книги присвячена Марі Асаї, а інша половина — її сестрі Ері. Існує третя розповідь за участю Сіракави, але вона вплетена в половину оповідання, присвячену Марі. Як і в інших його романах, Муракамі об'єднує дві нитки історії.
Роман наповнений символами, які можна зрозуміти різними способами. Використовуються яскраві символи, такі як: музика, ніч, світло, камери та непрацюючий телевізор, і автор залишає читачам право інтерпретувати їх на власний розсуд.